# Oliver Drachta

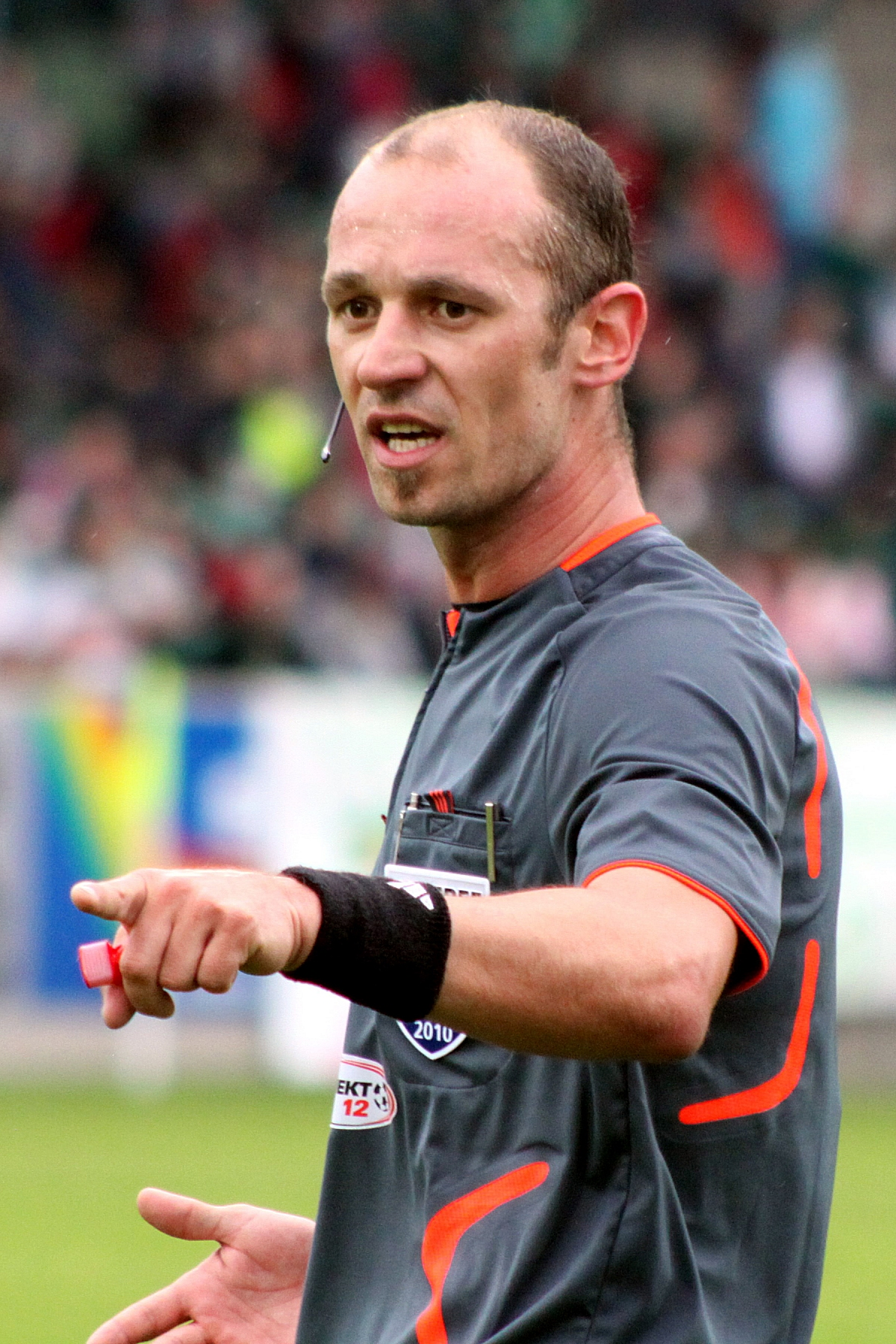
Oliver Drachta

Oliver Drachta (15 mei 1977) is een voetbalscheidsrechter uit Oostenrijk, die actief is op het hoogste niveau. Hij is FIFA-scheidsrechter sinds 2010, en leidt sindsdien onder meer vriendschappelijke interlands. Vanaf 2007 fluit hij wedstrijden in de Oostenrijkse Bundesliga.

## Interlands
| Datum            | Plaats      | Wedstrijd               | Uitslag | Competitie        | Kreeg geel | Kreeg voor de tweede keer geel en dus rood | Weggestuurd |
| ---------------- | ----------- | ----------------------- | ------- | ----------------- | ---------- | ------------------------------------------ | ----------- |
| 29 mei 2010      | Klagenfurt  | Nieuw-Zeeland – Servië  | 1 – 0   | Vriendschappelijk | 3          | 0                                          | 0           |
| 2 juni 2010      | Zell am See | Honduras – Azerbeidzjan | 0 – 0   | Vriendschappelijk | 5          | 0                                          | 1           |
| 3 juni 2011      | Toftir      | Faeröer – Slovenië      | 0 – 2   | EK-kwalificatie   | 2          | 0                                          | 1           |
| 21 mei 2014      | Helsinki    | Finland – Tsjechië      | 2 – 2   | Vriendschappelijk | 0          | 0                                          | 0           |
| 27 mei 2014      | Amstetten   | Moldavië – Canada       | 1 – 1   | Vriendschappelijk | 2          | 0                                          | 0           |
| 27 maart 2015    | Ljubljana   | Slovenië – San Marino   | 6 – 0   | EK-kwalificatie   | 3          | 0                                          | 0           |
| 5 september 2015 | Tallinn     | Estland – Litouwen      | 1 – 0   | EK-kwalificatie   | 5          | 0                                          | 0           |
| 29 maart 2016    | München     | Duitsland – Italië      | 4 – 1   | Vriendschappelijk | 3          | 0                                          | 0           |
| 27 mei 2016      | Wels        | Slowakije – Georgië     | 3 – 1   | Vriendschappelijk | 0          | 0                                          | 0           |
| 7 oktober 2016   | Aveiro      | Portugal – Andorra      | 6 – 0   | WK-kwalificatie   | 3          | 1                                          | 1           |
| 13 november 2017 | Gdańsk      | Polen – Mexico          | 0 – 1   | Vriendschappelijk | 0          | 0                                          | 0           |
| 27 maart 2018    | Luzern      | Zwitserland – Panama    | 6 – 0   | Vriendschappelijk | 1          | 0                                          | 0           |
| 12 juni 2018     | Innsbruck   | Japan – Paraguay        | 4 – 2   | Vriendschappelijk | 0          | 0                                          | 0           |

Laatste aanpassing op 28 oktober 2018